# Katty García
Katty García Mendoza (Manta, 1 de diciembre de 1988) es una actriz de teatro y televisión ecuatoriana. Es conocida por interpretar a Beverly Dávalos en 3 familias y a Antuca Mena Mora en la telenovela Antuca me enamora.

## Biografía

### Primeros años
Katty García nació el 1 de diciembre de 1988 en Manta, provincia de Manabí, Ecuador. A la edad de 7 años participó en una obra de teatro de la escuela y desde ahí se interesó por la actuación. De pequeña interpretaba escenas de las telenovelas de Thalía y su madre le cocía vestidos como los de la artista mexicana.
En sus estudios destacó en matemáticas, aunque lo que más quería era dedicarse a la actuación, por lo que sus padres decidieron apoyarla en 2006 al cumplir 18 años de edad, para que viajara a Guayaquil y pueda estudiar actuación. Otra de las cosas que siempre quiso ser fue azafata, por lo que realizó todas las pruebas de admisión necesarias para ello, pero dos meses después de nacer su hija Rebeca, decidió no asistir a la última prueba para poder ser azafata y así cuidar de su hija recién nacida.

### Carrera
Se graduó del Instituto Superior de Estudios de Televisión (ITV) en 2008 y formó parte de varias obras de teatro con el grupo Actantes, además de incursionar en la televisión, dedicándose de lleno a la actuación. Uno de sus primeros pasos por la televisión fue en el dramatizado Historias personales y en 2009 en un papel de extra fijo en la telenovela de Ecuavisa, El exitoso Lcdo. Cardoso, donde interpretó a una enfermera que atendía a Gonzalo Martínez, interpretado por Martín Calle.
Para Teleamazonas formó parte del elenco de Aída, La Pareja Feliz 5, Nina y Vivos, donde uno de sus personajes fue el de Sufrida Caliche, parodia de Sofía Caiche. Fue gracias a los programas de La Pareja Feliz y Vivos en 2012 que la condujeron por el camino de la comedia de la mano de David Reinoso y Flor María Palomeque. La actriz comenta que, después de participar en las comedias mencionadas ella encontró su vocación dentro de la actuación, la comedia.
En 2015 junto a Katiuska Peralta y Tomás Delgado forma parte del programa radial Radiación Temprana de Radio Canela, donde emula a la cantante Katy Perry.
Debido a que Katty no le gusta interpretar papeles de mujeres sensuales y provocativas donde pudiese mostrar de más, la llevó a realizar un casting para una producción televisiva en Colombia donde perdió el papel de personificar a una mujer con dichas características.
Dispuesta a todo en su regreso a Guayaquil, decide aceptar el papel de Beberly, una mujer provocativa y dispuesta a mostrar sus encantos con tal de conseguir lo que quiere, para la telenovela 3 Familias de Ecuavisa, por lo que fue un reto muy difícil para ella personificarla, pese a que ya tenían escogida a la actriz que interpretaría al personaje, sin embargo al no concretarse, ella entró de último al elenco luego de realizar el casting junto a Martín Calle. Luego de ser escogida por el director para interpretar el papel, le pidió que la haga más "populachera" es decir, que tenga más actitud de chica del pueblo. La personalidad de Beverly es todo lo contrario a la de Katty, y logró definir el personaje con ayuda de sus compañeros Marcos Espín, Martín Calle, Cecilia Cascante y Miriam Murillo.
En 2017 estrena la obra para microteatro Ay mamá junto a Marián Sabaté, que trata del rol de madre en la sociedad, interpretando a la hija de Marián. También fue parte de la obra teatral Hola, soy tu vagina.
A mediados del mes de abril del año 2019, presentó su primer Stand-Up llamado "Cien por ciento manaba" en el Teatro Café - Pop Up. Fue tan grande su acogida que las presentaciones duraron todo el mes. Ante tal logro ella comentó que: "El ‘boca a boca’ nos ayuda bastante, las redes sociales también. Siempre que sea un buen espectáculo, la recepción será todo un éxito y esto hace que aumente el interés de las personas de consumir más teatro". Comenta que, tras su éxito con el Stand-Up continuará con el proyecto de realizar más cortes humorísticos.
Gracias a su papel en Calle amores en TC Televisión se pudo destacarse en otro tipo de papeles, demostrando su habilidad y capacidad para desenvolverse en diversos tipos de papeles.
Al año siguiente obtiene su primer papel protagónico en la telenovela Antuca me enamora junto a Claudia Camposano, Alejandra Paredes,  Ney Calderón y Carolina Jaume.
En 2022 se convierte en participante del programa de baile Soy el mejor.

## Filmografía

### Series y telenovelas
| Año       | Título                      | Personaje                        |
| --------- | --------------------------- | -------------------------------- |
| 2020-2021 | Antuca me enamora           | Antonia "Antuca" Mena Mora       |
| 2019      | Calle amores                | Verónica Sánchez "Verito"        |
| 2016-2018 | 3 Familias                  | Beverly Dávalos vda. de Zacarías |
| 2015      | Nina                        | Julieta Cortez                   |
| 2013-2015 | Vivos                       | Varios personajes                |
| 2014      | La pareja feliz             | Babalú                           |
| 2011      | Aída                        | Lorena                           |
| 2009      | El exitoso Lcdo. Cardoso    | Reparto                          |
| 2008      | El secreto de Toño Palomino | Jessica                          |
| 2007      | Historias personales        | Reparto                          |

### Programas
| Año  | Programa     | Rol          |
| ---- | ------------ | ------------ |
| 2022 | Soy el mejor | Participante |

## Teatro
- Toda esta larga noche[3]
- Ay mamá[6]
- Hola, soy tu vagina[6]
- Tres Familias[3]

## Programas de radio
| Año       | Título             | Personaje | Notas      | Emisora      |
| --------- | ------------------ | --------- | ---------- | ------------ |
| 2015-2020 | Radiación Temprana | Varios    | Conductora | Radio Canela |